# Anthemiphyllia multidentata
Espèce
Anthemiphyllia multidentata, Cairns, 1999, est une espèce de coraux appartenant à la famille des Anthemiphylliidae.

## Habitat et répartition
On trouve ce corail à partir de 128 m et jusqu'à 370 m.